# Malicia (serie de televisión)
Malicia es una serie de televisión argentina policial y de suspenso producida y creada por Las Eme, escrita por Liliana Escliar (una de las guionistas de Mujeres asesinas) y dirigida por Martin Desalvo (Las mantenidas sin sueños, El día trajo la oscuridad). Es protagonizada por Gabriel Goity, Ana Celentano, Mario Alarcón y Juana Viale. Su primer capítulo se estrenó el miércoles 2 de abril de 2015, y se emitió de martes a jueves a las 23 por la pantalla de la TV Pública (TVP).

## Sinopsis
Daniel Parodi, un hombre de 50 años, es un expolicía y criminólogo que va detrás de los rastros de los asesinos de su hija. Diana Quaranta, de 48 años, es una Fiscal de la Nación, quien tiene una relación de deuda con Parodi, y lo ayuda a encontrar pruebas para tal fin. A medida el dúo investiga se encuentran con crímenes que giran en torno a problemáticas que se presentan en este nuevo siglo y que, según Parodi, se aglutinan en lo que él llama “nuevos pecados sociales”: casos de trata de personas, atomización social, violencia de género, torturas, mal uso de las redes sociales, etc.
La búsqueda de los criminales y la reflexión sobre la naturaleza del mal entre Parodi y sus colegas se desarrolla en una biblioteca de culto en la que Parodi vive, en un barrio sombrío de Capital Federal. Allí, junto a la abogada Malena Sanz, el especialista en informática Diego Sosa, su psicólogo Marcos Setter y su entrañable consejero Ernesto Montés (una eminencia en la resolución de crímenes) pasan horas tratando de desentrañar las muertes violentas y la esencia del mal, con el fin de desenmascarar a quien pueda estar a la cabeza de todo.

## Elenco
- Gabriel Goity como Daniel Parodi.
- Ana Celentano como Diana Quaranta.
- Mario Alarcón como Ernesto Montes.
- Juana Viale como Malena Sanz.
- Julián Tello como Diego Sosa.
- Héctor Díaz como Marcos Setter.
- Luciano Suardi
- Paula Kohan como Claudia.

LISTA DE EPISODIOS 

Malicia cap 1 Quién Mató a Laura Parodi
Malicia cap 2 Caballo de Troya
Malicia cap 3 La Tela de la Araña
Malicia cap 4 El Tercer Hombre
Malicia cap 5 Los Difuntos
Malicia cap 6 Por Qué Matan los que Matan
Malicia cap 7 Parte de la Divinidad
Malicia cap 8 El Traidor y el Héroe
Malicia cap 9 El Dedo de Saturno
Malicia cap 10 El Señuelo
Malicia cap 11 Antes del Olvido
Malicia cap 12 La Parábola de los Sueños
Malicia cap 13 final El Legado de Ernesto